# Sesma
Sesma – gmina w Hiszpanii, w Nawarze, o powierzchni 71,33 km². W 2011 roku gmina liczyła 1240 mieszkańców.